# Aleksandr Arekejev
Aleksandr Viktorovitsj Arekejev (Russisch: Александр Викторович Арекеев) (Izjevsk, 12 oktober 1982) is een Russisch voormalig wielrenner.

## Carrière
Arekejev was professional sinds 2004 en reed tot en met 2009 voor de Italiaanse wielerploeg Acqua & Sapone. Zijn grootste overwinning is de tweede etappe in de Tirreno-Adriatico 2007. Ook werd hij in 2000 derde op het wereldkampioenschap wielrennen voor junioren in Plouay. In 2010 reed hij nog een jaar bij Katjoesja Continental voordat hij stopte als professioneel wielrenner.

## Belangrijkste overwinningen
2000
Eindklassement Giro della Lunigiana, Junioren
2007
2e etappe Tirreno-Adriatico

### Resultaten in voornaamste wedstrijden
| Jaar | Ronde van Italië | Ronde van Frankrijk | Ronde van Spanje |
| ---- | ---------------- | ------------------- | ---------------- |
| 2004 |                  |                     |                  |
| 2005 |                  |                     |                  |
| 2006 |                  |                     |                  |
| 2007 | opgave           |                     |                  |

| Jaar | Milaan-San Remo | Ronde van Lombardije | Parijs-Brussel |  | WK op de weg |
| ---- | --------------- | -------------------- | -------------- |  | ------------ |
| 2004 |                 |                      |                |  | opgave       |
| 2005 |                 | 43e                  |                |  |              |
| 2006 | 54e             | 27e                  | 16e            |  | 44e          |
| 2007 |                 | opgave               | 105e           |  |              |